# Astragalus suidenensis
Astragalus suidenensis är en ärtväxtart som beskrevs av Aleksandr Andrejevitj Bunge. Astragalus suidenensis ingår i släktet vedlar, och familjen ärtväxter. Inga underarter finns listade i Catalogue of Life.